# Salix jaliscana
Salix jaliscana är en videväxtart som beskrevs av Marcus Eugene Jones. Salix jaliscana ingår i släktet viden, och familjen videväxter. Inga underarter finns listade i Catalogue of Life.